# Discotrema crinophilum
Discotrema crinophilum är en fiskart som beskrevs av Briggs, 1976. Discotrema crinophilum ingår i släktet Discotrema och familjen dubbelsugarfiskar. Inga underarter finns listade i Catalogue of Life.